# Vilde Ingstad
Vilde Mortensen Ingstad, född 18 december 1994 i Oslo, är en norsk handbollsspelare. Hon spelar som mittsexa.

## Klubblagsspel
Vilde Ingstad började spela handboll 2002  i Nordstrand IF. Säsongen 2014-2015 hade mittsexan bytt till Oppsal IF  i Oslo. Sommaren 2016 anslöt hon till danska Team Esbjerg.  Med Esbjerg vann hon 2019 danska mästerskapet. Hon var också med och vann cupen 2017 med Team Esbjerg,

## Landslagsspel
Vilde Ingstad representerade 26 gånger norska juniorlandslaget och spelade 34 matcher i ungdomslandslaget. Hon spelade U-18 VM 2012, U-19 EM 2013 och U-20 VM 2014 för Norge Vid U-18 VM tog Norge bronsmedaljen. I U-19 EM blev det en fjärde plats och i U-20 VM en niondeplats. Den 9 oktober 2014 debuterade hon i norska landslaget i en match mot Brasilien. Hon var sedan med och vann VM 2015 i Danmark med norska landslaget  och vid EM 2016 i Sverige var hon med och tog EM-titeln till Norge. 2017 vid VM i Tyskland fick hon nöja sig med VM-silver då Norge förlorade finalen mot Frankrike. Hon har sedan vunnit VM 2021 med Norge och EM 2022. Hon var med i norska OS-truppen i Paris men råkade ut för en korsbandsskada i gruppspelet.

## Meriter
Med landslag
- OS 2024

- VM 2015
- VM 2021
- EM 2016
- EM 2022
- VM 2017
- VM 2023

Med klubblag
- Danska ligan 2019, 2020 och 2023 med Team Esbjerg
- Danska cupen 2017, 2021 och 2022 med Team Esbjerg
- EHF-Cupen 2019 med Team Esbjerg

### Individuella utmärkelser
- All-Star Team Norska ligan 2014/2015
- All-Star Team Danska ligan 2018/2019
- Årets kvinnliga handbollsspelare i Danmark 2018/2019[7]
- EHF Excellence Awards Säsongens bästa mittsexa 2022/2023